# Компанія «АВТО-РЕГІОН»
Компанія «АВТО-РЕГІОН» – це українська компанія-виробник, яка спеціалізується на поставках і виготовленні спецтехніки, вантажного транспорту, автобусів для міських, міжміських і туристичних перевезень. Головна мета діяльності компанії – допомогти українським бізнесам і державним структурами стати ефективнішими, забеспечуючи своїх клієнтів сучасним та якісним автотранспортом.

## Історія компанії
«АВТО-РЕГІОН» була заснована у 2004 році. Цього ж року розпочалася діяльність з продажу та обслуговування легкових автомобілів. У 2009 році компанія вирішила розширити свою діяльність на сегмент комерційних автомобілів. Цей рік став початком роботи з корпоративними клієнтами. У 2010 році компанією була підписана дилерська угода з компанією «Українські автобуси», що дало початок роботи компанії у автобусній галузі. Також у 2010 році було розширено співпрацю та укладена дилерська угода з «Хюндаї Мотор Україна» для постачання вантажних автомобілів й автобусів на ринок України.
У 2012 році до числа партнерів компанії «АВТО-РЕГІОН» долучився «Чернігівський автобус». Цей рік став початком постачання автобусів на ринок України та, розширенням асортименту транспортної техніки. У 2013 році була розширена співпраця та підписана дилерська угода із заводами «Богдан» та «Бориспільський автобусний завод» для постачання автобусів та тролейбусів.
2015-2016 роки: Підписання дистриб'юторської угоди із «Navistar International» для вантажних автомобілів. У 2016 році було започатковано партнерство «АВТО-РЕГІОНУ» з «FABCO Automotive Corporation» для постачання комплектуючих спеціальної техніки.
У 2017 році була підписана дистриб'юторська угода із «Oghab Afshan Industrial and Manufacturing Co.» для постачання автобусів, посилення міжнародного співробітництва.
2019 рік – «АВТО-РЕГІОН» підписав угоди із «Otokar Otomotive», «Daewoo Trucks», «Horyong» та «Retech» для постачання різноманітної техніки, включаючи автобуси, вантажні автомобілі, комунальну техніку та автокрани.
2020 рік – підписання дистриб'юторської угоди «АВТО-РЕГІОН» із «ÜSTÜN-EL» для постачання комунальної техніки.
У період 2021-2023 роки відбулося налагодження співпраці та партнерства зі світовим виробником «TEMSA Global A.Ş.» та «TATA Motors» для реалізації автобусів і пікапів в Україні.
«АВТО-РЕГІОН» є ексклюзивним представником в Україні таких відомих брендів, як TEMSA, DAEWOO TRUCKS і TATA, що підкреслює його ключову роль на ринку автотехніки.

## Виробництво

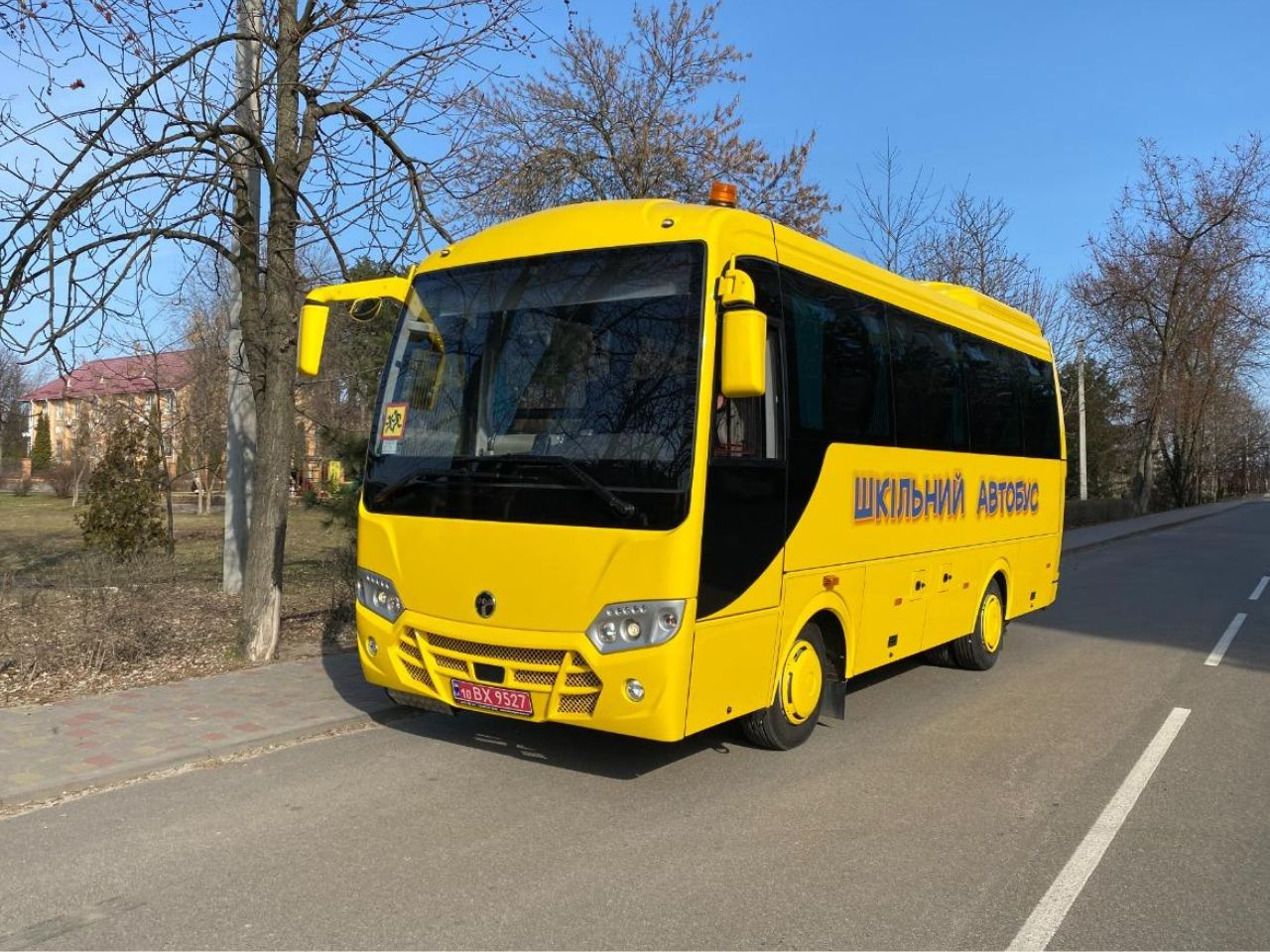
Шкільний автобус AR-SB-29-Temsa

У 2022 році компанією «АВТО-РЕГІОН» було розроблено проект шкільного автобусу на базі кузова Temsa. В цьому ж році компанія отримала статус виробника і у 2023 році почала сумісне виробництво міжміських та шкільних автобусів на базі кузова міжміського автобуса PRESTIJ SX. Шкільний автобус AR-SB-29-TEMSA вже сертифіковано в Україні згідно діючих стандартів ДСТУ 7013:2009.
Цей автобус відповідає українським стандартам, та діючим європейским нормам, забезпечуючи безпечні перевезення для українських школярів. Модель шкільного автобуса AR-SB-29-TEMSA має кондиціонер, систему ESC, автоматичну систему пожежогасіння в моторному відсіку та інші провідні системи безпеки.

## Автосервісне обслуговування
«АВТО-РЕГІОН» має мережу авторизованих станцій технічного обслуговування з кваліфікованими спеціалістами і великий склад автозапчастин, що дозволяє проводити ремонт транспорту в короткі строки.
Станції компанії офіційно затвердженні заводами DAEWOO та TEMSA і надають комплекс послуг з технічного обслуговування, а також ремонту вантажних автомобілів, самоскидів і тягачів DAEWOO та автобусів TEMSA.
Авторизована мережа сервісних станцій по всій Україні налічує 13 центрів.  Компанія проводить навчання та консультації щодо ремонту нових моделей транспорту.

## Товари
- TEMSA PRESTIJ SX – автобус міжміський
- TEMSA AVENUE ELECTRON – електроавтобус міський
- TEMSA LD SB E – електроавтобус міжміський
- AR SB 29 TEMSA – шкільний автобус
- TEMSA MD 9 ELECTRICITY – електроавтобус міський
- Temsa Global A.Ş. – Туреччина
- Daewoo Maximus, Daewoo Novus, Daewoo Dexen,
- DAEWOO TRUCKS – шасі, вантажівки, спецтехніка
- ТАТА
- Daewoo-Trucks – Південна Корея
- Horyong – Південна Корея
- RETECH – Південна Корея
- Otokar Otomotive – Туреччина
- Хюндай Мотор Україна – Україна
- Isuzu Motors Ltd. – Україна (LDT)
- FABCO Corporation – США
- Solex Avto Inc – США
- ÜSTÜN-EL – Туреччина

## Благодійність
З перших днів повномасштабного вторгнення компанія «АВТО-РЕГІОН» допомагає українським військовим. Директор компанії безпосередньо брав участь у обороні Київщини. Автобуси компанії використовувалися для транспортування військових, виконання бойових завдань, а також стали засобами евакуації цивільних жителів Ірпеня та Гостомеля. За підтримки компанії «АВТО-РЕГІОН» та її працівників було передано допомогу військовим на суму понад 3 млн грн. Ще одним з напрямків допомоги компанії є ремонт військових автомобілів, які побували в найгарячіших точках. Ремонт проводиться на власному СТО компанії на безкоштовній основі. Сьогодні компанія продовжує сприяти економічному розвитку держави і є підприємством критичної інфраструктури.